# Quyuan (köpinghuvudort i Kina, Hubei Sheng, lat 30,94, long 110,83)
Quyuan (kinesiska: 屈原, 屈原镇) är en köpinghuvudort i Kina. Den ligger i provinsen Hubei, i den centrala delen av landet, omkring 330 kilometer väster om provinshuvudstaden Wuhan. Antalet invånare är 16 839. Befolkningen består av 8 054 kvinnor och 8 785 män. Barn under 15 år utgör 10,0 %, vuxna 15-64 år 75 %, och äldre över 65 år 13,0 %.
Runt Quyuan är det ganska tätbefolkat, med 166 invånare per kvadratkilometer. Närmaste större samhälle är Guojiaba, 9,7 km väster om Quyuan. I omgivningarna runt Quyuan växer i huvudsak blandskog.
Genomsnittlig årsnederbörd är 1 553 millimeter. Den regnigaste månaden är maj, med i genomsnitt 228 mm nederbörd, och den torraste är december, med 19 mm nederbörd.